# Новая Земля (Тульская область)
Новая Земля — поселок, входящий в городской округ город Тула Тульской области в составе Привокзального территориального округа.

## География
Находится в центральной части Тульской области на расстоянии приблизительно 9 км на запад-северо-запад по прямой от Московского вокзала города Тула.

## История
Отмечен на карте уже только 1989 года. До 2014 года поселок входил в Фёдоровское сельское поселение Ленинского района до их упразднения.

## Население
Постоянное население составляло 16 человек (русские 56 %, цыгане 44 %) в 2002 году, 0 в 2010.